# Border Ruffians
Border Ruffians (pol. Łotry Pogranicza) – zwolennicy niewolnictwa, którzy w dziesięcioleciu poprzedzającym wybuch amerykańskiej wojny secesyjnej często przenikali ze stanu Missouri na obszar wolnego Terytorium Kansas siejąc terror i zniszczenie. Ich celem była eliminacja abolicjonistów i innych obywateli pragnących, by Kansas zostało przyjęte do Unii jako stan wolny, a następnie zaprowadzenie niewolnictwa.
Wbrew przypuszczeniu tylko niewielu z tych Łotrów Pogranicza było właścicielami niewolników; byli na to za biedni. Południowcy byli karmieni retoryką ich przywódców, takich jak David Rice Atchison, senator z Missouri, który ludzi z Północy nazywał „złodziejami Murzynów” lub „abolicjonistycznymi tyranami”, dlatego południowcy nienawidzili Jankesów, abolicjonistów i perspektywy tego, że w ich pobliżu zamieszkać mogą czarnoskórzy niebędący niewolnikami. Atchison wręcz zachęcał mieszkańców Missouri do obrony swego stanu posiadania „bagnetem i krwią” i – jeśli to konieczne – „do zabicia każdego cholernego abolicjonisty w okolicy” (ang. to kill every God-damned abolitionist in the district). Na dodatek, obecność zbrojnych band zarówno w Kansas, jak i w Missouri, powodowała, że ludzie żyjący na pograniczu praktycznie nie mogli być neutralni.

## Akcje wkrwawiącym Kansas
Ustawa o Kansas i Nebrasce, na mocy której utworzono Terytorium Kansas w 1854 roku, kwestię tego, czy ma to być stan wolny, czy też niewolniczy pozostawiała do rozstrzygnięcia drogą referendum otwartego dla wszystkich osadników. Bandy Łotrów Pogranicza wtargnęły w kilku miejscach do Kansas, gdzie próbowały zmienić wyniki tych wyborów, podając się za mieszkańców Terytorium i zastraszając prawdziwych wyborców. Na przykład 29 listopada 1854 roku zdołali przechylić szalę głosowania na stronę pro-niewolniczego kandydata na reprezentanta Terytorium w Kongresie. W czasie wyborów 30 marca 1855 roku odegrali kluczową rolę w wyborze proniewolniczej legislatury terytorialnej. Łotry Pogranicza głosowały za tzw. konstytucją z Lecompton (jedną z czterech propozycji konstytucji Terytorium Kansas, sporządzoną podczas spotkania wątpliwej ważności konstytuanty; propozycja ta zakładała dopuszczalność niewolnictwa). Obok tych periodycznych najazdów trwały nieustannie napaści na tzw. freesoilerów (zwolenników stanu wolnego od niewolnictwa).
Łotry Pogranicza od czasu do czasu wdawały się w starcia zbrojne z freesoilerami. 1 grudnia 1855 roku mała armia, złożona głównie z Łotrów Pogranicza, obległa miejscowość Lawrence, co doprowadziło do niemal bezkrwawej „wojny nad Wakarusą”. 21 maja 1856 roku Łotry Pogranicza, wraz ze swymi zwolennikami z Kansas i przedstawicielami legislatury terytorialnej, ponownie zaatakowały Lawrence (patrz Złupienie Lawrence).
Ze swej strony członkowie kansaskiej milicji antyniewolniczej (zwani Jayhawkerami, Redlegsami lub Redleggersami) również nie wahali się używać przemocy wobec mieszkańców Kansas i Missouri, których uważali za przeciwników, nawet jeśli ci nie posiadali niewolników. Na przykład John Brown, prawdopodobnie najbardziej znany z tych milicjantów, przewodził napaści na ludzi, których uważał za zwolenników niewolnictwa; ludzie ci zostali zabici przy użyciu maczet.
Gdy Kansas został przyjęty do Stanów Zjednoczonych jako stan wolny, a w roku 1861 wybuchła wojna secesyjna, walki pomiędzy prokonfederackimi partyzantami z Missouri i prounijnymi z Kansas wybuchły na nowo. Obie strony mordowały cywilów podejrzanych o sprzyjanie stronie przeciwnej (patrz Bushwhacker.) Kilka miast w Missouri, jak Osceola, zostało złupionych przez Jayhawkerów tuż przed wybuchem wojny.